# Bucculatrix micropunctata
Bucculatrix micropunctata är en fjärilsart som beskrevs av Braun 1963. Bucculatrix micropunctata ingår i släktet Bucculatrix och familjen kronmalar. Inga underarter finns listade i Catalogue of Life.